# Vangidae
Famille
Les Vangidae sont une famille de passereaux. C'est la famille des vangas, comprenant 39 espèces, la plupart endémiques à Madagascar, certaines espèces sont toutefois originaires d'Afrique continentale, ou d'Asie.

## Liste des genres
Selon la classification de référence du Congrès ornithologique international (version 8.2, 2018) (ordre alphabétique) :
- Artamella W.L. Sclater, 1924 (1 espèce)
- Bias Lesson, R, 1831 (1 espèce)
- Calicalicus Bonaparte, 1854 (2 espèces)
- Cyanolanius Bonaparte, 1854 (2 espèces)
- Euryceros Lesson, 1831 (1 espèce)
- Falculea I. Geoffroy Saint-Hilaire, 1836 (1 espèce)
- Hemipus Hodgson, 1844 (2 espèces)
- Hypositta A. Newton, 1881 (1 espèce)
- Leptopterus Bonaparte, 1854 (1 espèce)
- Megabyas Verreaux, J & Verreaux, E, 1855 (1 espèce)
- Mystacornis Sharpe, 1870 (1 espèce)
- Newtonia Schlegel, 1867 (4 espèces)
- Oriolia I. Geoffroy Saint-Hilaire, 1838 (1 espèce)
- Philentoma Eyton, 1845 (2 espèces)
- Prionops Vieillot, 1816 (8 espèces)
- Pseudobias Sharpe, 1870 (1 espèce)
- Schetba Lesson, 1831 (1 espèce)
- Tephrodornis Swainson, 1832 (4 espèces)
- Tylas Hartlaub, 1862 (1 espèce)
- Vanga Vieillot, 1816 (1 espèce)
- Xenopirostris Bonaparte, 1850 (3 espèces)

## Liste des espèces
D'après la classification de référence du Congrès ornithologique international (version 8.2, 2018) (ordre phylogénique) :

## Taxonomie
En 2018, à la suite de plusieurs études de phylogénétique moléculaire, le congrès ornithologique international a étendu la famille en lui rattachant les genres des anciennes familles des Prionopidae et des Tephrodornithidae, ainsi que les genres Megabyas et Bias.